# دهستان دهنه شیرین
دهستان دهنه شیرین، یکی از دهستان‌های بخش مرکزی شهرستان بام و صفی‌آباد در استان خراسان شمالی ایران است. مرکز این دهستان، روستای دهنه شیرین است.

## جمعیت
بر پایه سرشماری عمومی نفوس و مسکن در سال ۱۳۹۵، جمعیت دهستان دهنه شیرین برابر با ۳٬۸۸۶ نفر بوده‌است.